# Luigi Ambrosio

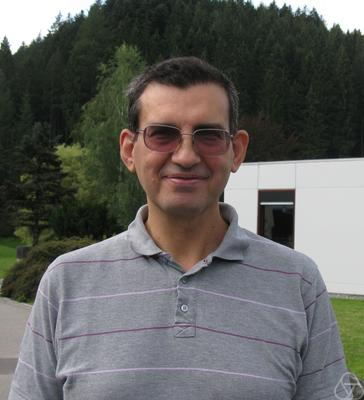
Luigi Ambrosio, 2011

Luigi Ambrosio (* 27. Januar 1963 in Alba) ist ein italienischer Mathematiker, der sich mit Analysis beschäftigt.
Ambrosio studierte ab 1981 Mathematik an der Universität Pisa, wo er 1985 bei Ennio De Giorgi summa cum laude sein Diplom (Laurea) machte und bis 1988 sein Promotionsstudium an der Scuola Normale Superiore fortsetzte. 1988 bis 1992 war er Forschungsassistent an der Universität Rom (Tor Vergata). 1992 war er Assistenzprofessor an der Universität Pisa und ab 1994 Professor an der Universität von Benevento. Ab 1995 war er Professor an der Universität Pavia, bevor er 1997 Professor an der Scuola Normale Superiore in Pisa wurde. Er war unter anderem Gastwissenschaftler am Max-Planck-Institut für Mathematik in den Naturwissenschaften in Leipzig, am Massachusetts Institute of Technology, an der ETH Zürich und am IHES.
Ambrosio beschäftigt sich mit Variationsrechnung, geometrischer Maßtheorie und der Theorie des optimalen Transports mit Anwendungen auf partielle Differentialgleichungen.
1991 erhielt er den Bartolozzi-Preis der Unione Matematica Italiana und 1999 deren Caccioppoli-Preis. 1996 war er Gastredner auf dem 2. Europäischen Mathematikerkongress in Budapest, und 2008 hielt er einen Plenarvortrag auf dem Europäischen Mathematikerkongress in Amsterdam (Optimal transportation and evolution problems in spaces of probability measures). 2002 war er Gastredner auf dem ICM in Peking (Optimal transport maps in Monge-Kantorovich-Problem). 2005 wurde er korrespondierendes Mitglied der Accademia dei Lincei und 2006 des Istituto Lombardo. 2003 erhielt er den Fermat-Preis. 2018 war er Plenarsprecher auf dem ICM in Rio (Calculus, heat flow and curvature-dimension bounds in metric measure spaces). 2019 erhielt Ambrosio die Blaise-Pascal-Medaille und den Balzan-Preis. 2024 wurde er mit dem Nemmers-Preis für Mathematik ausgezeichnet.
Er war Mitherausgeber des Archive for Rational Mechanics and Analysis, von Calculus of Variations and Partial Differential Equations und des Journal of the European Mathematical Society.
2015/16 und 2016/17 war er im Abel-Preis-Komitee. Seit 2013 ist er Mitglied der Academia Europaea.